# Плаю-Шарулуй
Плаю-Шарулуй (рум. Plaiu Șarului) — село у повіті Сучава в Румунії. Входить до складу комуни Шару-Дорней.
Село розташоване на відстані 323 км на північ від Бухареста, 76 км на південний захід від Сучави, 147 км на північний схід від Клуж-Напоки.

## Населення
За даними перепису населення 2002 року у селі проживали 240 осіб, усі — румуни. Усі жителі села рідною мовою назвали румунську.